# Bactrododema hippotaurum
Bactrododema hippotaurum är en insektsart som först beskrevs av Karsch 1896.  Bactrododema hippotaurum ingår i släktet Bactrododema och familjen Diapheromeridae. Inga underarter finns listade.